# أثافت
أثافت، قرية تاريخيَّة في اليمن ذات كروم كثيرة.

## عن القرية
قال الهمداني: «وتسمى أثافة بالهاء، والتاء أكثر». قال ياقوت الحموي: «كانت تسمى في الجاهلية درنا، وإياها أراد الأعشى بقوله»:
كان الأعشى كثيرًا ما يتجر فيها، وكان بها معصر للخمر يعصر فيه ما جزل له أهل أثافة من أعنابهم. قال الأصمعي ذات مرَّة: وقفت باليمن على قرية فقلت لامرأة: بم تسمى هذه القرية؟ فقالت: أما سمعت قول الشاعر الأعشى:
يسميها أهل اليمن ثافت بغير همزة، وبين أثافت وصنعاء مسيرةُ يومان.

### فهرس المنشورات
1. 1 2  الحموي (1977)، ص. 89.

### معلومات المنشورات كاملة
الكتب مرتبة حسب تاريخ النشر
- ياقوت الحموي (1977)، معجم البلدان (ط. 1)، بيروت: دار صادر، OCLC:1014032934، QID:Q114913343